# Andrea Tschukanow
Andrea Tschukanow (russisch Андреа Чуканов; * 18. Dezember 1995 in Cosenza, Italien) ist ein russischer Fußballspieler.

## Karriere

### Verein
Tschukanow begann seine Karriere beim FK Chimki. Im April 2013 wechselte er in die Jugend von Lokomotive Moskau. Im August 2015 schloss er sich dem Zweitligisten FK Tjumen an. Im selben Monat debütierte er gegen die Reserve von Zenit St. Petersburg in der Perwenstwo FNL. In seiner ersten Zweitligaspielzeit kam er zu 16 Einsätzen, in denen er ein Tor erzielte. In der Saison 2016/17 absolvierte der Offensivspieler 38 Partien für Tjumen, in denen er dreimal traf. In der Saison 2017/18 kam er zu 32 Einsätzen und vier Toren.
Zur Saison 2018/19 wechselte Tschukanow zum Erstligisten FK Orenburg. Für Orenburg debütierte er im Juli 2018 gegen Spartak Moskau in der Premjer-Liga. In seiner ersten Saison als Erstligaspieler kam er zu 19 Einsätzen, in denen er zwei Tore machte. In der Saison 2019/20 absolvierte er 17 Partien, mit Orenburg stieg er allerdings zu Saisonende in die Perwenstwo FNL ab. In der zweiten Liga absolviert er bis zur Winterpause 2020/21 23 Partien. Im Februar 2021 wurde er an den Ligakonkurrenten Weles Moskau verliehen. Für den Hauptstadtklub kam er bis zum Leihende elfmal zum Einsatz.
Nach dem Ende der Leihe kehrte Tschukanow zur Saison 2021/22 nicht mehr nach Orenburg zurück, sondern schloss sich innerhalb der zweiten Liga Rotor Wolgograd an.

### Nationalmannschaft
Tschukanow spielte 2014 fünfmal für die russische U-19-Nationalmannschaft.

## Persönliches
Tschukanow wurde 1995 in Cosenza in Italien geboren, als seine Eltern, beide Russen, dort lebten. Sein Vater Wjatscheslaw Tschukanow war Reiter und gewann 1980 bei den Heim-Olympischen-Spielen in Moskau eine Goldmedaille im Team-Springreiten. Im Alter von sechs Jahren zog Andrea mit seiner Familie nach Sankt Petersburg. Andrea Tschukanow besitzt, anders als in Russland üblich, offiziell kein Patronym, da es auf seiner italienischen Geburtsurkunde fehlt.